# La Main (film, 2022)
Pour les articles homonymes, voir Main (homonymie).
Pour plus de détails, voir Fiche technique et Distribution.
La Main ou Parle-moi au Québec (Talk to Me) est un film australien, réalisé par Danny Philippou et Michael Philippou, sorti en 2022.

## Synopsis
Un groupe d'adolescents découvre le moyen d'entrer en contact avec le monde des esprits grâce à une main embaumée dont l’usage est assorti d’une interdiction formelle : on ne doit pas tenir la main plus de 90 secondes. L'expérience devenue virale sur les réseaux sociaux, Mia (Sophie Wilde), bouleversée par une tragédie familiale, décide de tenter l'expérience mais les conséquences vont être bien plus violentes et terrifiantes que prévu.

## Thèmes

### Santé mentale
Le film « Parle-moi » explore le thème de la santé mentale, principalement par le personnage de Mia. Dès le début du film, elle apparait comme une adolescente attristée en raison du décès de sa mère il y a quelques mois. Elle entretient une relation distante avec son père et préfère l’éviter en se réfugiant dans la famille de sa meilleure amie, Jade. Lorsque, pendant une fête, un des amis de Mia présente une main en céramique qui peut les permettre de se faire posséder par des esprits, Mia est la première à essayer. « Parle-moi » utilise l’action de la possession spirituelle pour symboliser la situation mentale de Mia à la suite de la mort de sa mère. Pour Mia, cet évènement a créé un traumatisme et la main est une façon d’oublier son malheur. La possession spirituelle symbolise souvent cette dissociation à l’extrême par cette perte de jugement rationnel par l’esprit qui prend le contrôle de la personne. Par cette occupation d’un autre que soi, la possession a souvent été associée avec le trouble dissociatif de l’identité. Ce trouble, qui est souvent associé à un évènement traumatisant chez le patient, se caractérise par la présence d’une autre identité distincte, que les personnes atteintes décrivent souvent comme une sensation de possession. Cette dissociation est une façon pour l’individu de tolérer ce trauma pour échapper aux sensations désagréables. Dans « Parle-moi », la possession monstrueuse est le symbole du désir de dissociation de Mia qui ne veut pas affronter la vérité de la mort de sa mère.

### Monstruosité morale
Le film « Parle-moi » explore le concept de la monstruosité morale. Alors que le monstre biologique témoigne de l’informe, le monstre moral est une monstruosité chez un humain qui n’est pas physiquement informe. La première hypothèse sur la monstruosité morale par Platon est caractérisée par la satisfaction des besoins et des désirs qui prennent le dessus sur la raison. Dans « Parle-moi », les possessions spirituelles de Mia qui surviennent symbolisent cette monstruosité morale. Lorsque Mia invite Daniel, son ancien copain pour lequel elle a toujours des sentiments, qui est maintenant le petit ami de sa meilleure amie, Jade, à dormir chez lui, on assiste aux désirs de Mia prendre le dessus par l’intermédiaire de la possession. Alors que Mia se réveille, elle voit un esprit dans le coin de la pièce s’approcher du lit. L’esprit commence alors à sucer les orteils de Daniel d’une manière sexuelle. Mia cri et Daniel se réveille, il aperçoit, non pas un esprit, mais Mia qui suce ses orteils. Cette scène démontre la tendance à Mia, par l’effet de la possession, de se dissocier de sa monstruosité morale en voyant ses actions et ses désirs comme le produit d’un esprit, se détachant donc complètement de ceux-ci par peur de s’avouer à elle-même cette monstruosité.

### Substances illicites et addiction
La possession dans le film « Parle-moi » est aussi utilisée comme métaphore pour l’utilisation de substances illicites chez les adolescents, et particulièrement la pression des paires quant à cette utilisation. En effet, le cercle social fournit un rôle de modèle aux adolescents. Le film démontre ce phénomène par Riley, le petit frère de Jade, qui lors de la première séance avec la main, est effrayé, mais à force qu’il observe le groupe se faire posséder, il veut absolument participer et supplie à Mia de lui laisser un tour. D’un autre côté, les possessions de Mia tout au long du film symbolisent la sensibilité des gens atteint d’un trouble post-traumatique à l’addiction aux substances illicites. Selon une étude, on estime que 60% des personnes atteintes d’une addiction ont un trouble de stress post-traumatique. En effet, lors de sa première possession, Mia dépasse le temps recommandé et cela l’amène à se faire posséder à nouveau sans avoir besoin de la main tout au long du film. Elle ira même jusqu’à voler la main dans l’espoir de parler à sa défunte mère. Son désir d’accéder à la main qui symbolise une substance illicite, pour se réconcilier avec son traumatisme, la mort de sa mère, symbolise cette citation de Dr. Beckam « Si vous pensez à un évènement traumatique en fumant votre cigarette, vous pouvez y penser encore mieux ».

## Fiche technique
Sauf indication contraire, les informations mentionnées dans cette section peuvent être confirmées par la base de données cinématographiques IMDb,  présente dans la section « Liens externes ».
- Titre original : Talk to Me
- Titre français : La Main
- Titre québécois :  Parle-moi[7]
- Réalisation : Danny Philippou et Michael Philippou
- Scénario : Bill Hinzman et Danny Philippou, d'après une idée de Daley Pearson
- Musique : Cornel Wilczek
- Direction artistique : Gareth Wilkes
- Décors : Bethany Ryan
- Costumes : Anna Cahill
- Photographie : Aaron McLisly
- Montage : Geoff Lamb
- Production : Kristina Ceyton et Samantha Jennings
- Sociétés de production : Causeway Films, Head Gear Films, Metrol Technology, Screen Australia, Talk to Me Holdings et The South Australian Film Corporation
- Sociétés de distribution : Maslow Entertainment (Australie) ; SND Films (France), VVS Films (Québec)[7]
- Pays de production :  Australie
- Langue originale : anglais
- Format : couleur
- Genre : horreur, thriller
- Durée : 94 minutes
- Dates de sortie :
  - Australie : 30 octobre 2022 (sortie limitée) ; 27 juillet 2023 (sortie nationale)
  - France : 26 juillet 2023
  - Québec : 28 juillet 2023[7]
- Classification :
  - France : interdit aux moins de 16 ans
  - Québec : 13 ans et plus (horreur, violence)

## Distribution
- Sophie Wilde (VF : Déborah Claude) : Mia
- Alexandra Jensen (en) (VF : Julie Mouchel) : Jade
- Joe Bird (VF : Esteban Oertli) : Riley
- Miranda Otto (VF : Nathalie Homs) : Sue, la mère de Jade et Riley
- Otis Dhanji (VF : Maxym Anciaux) : Daniel
- Zoe Terakes (en) (VF : Charlotte d'Ardalhon) : Hayley
- Chris Alosio (VF : Mike Fédée) : Joss
- Marcus Johnson : Max, le père de Mia
- Alexandria Steffensen : Rhea, la mère de Mia
- Ari McCarthy : Cole
- Sunny Johnson : Duckett, le frère de Cole

 Source et légende : version française (VF) sur RS Doublage

## Production

### Développement
La main est une coproduction de Causeway Films, Bankside Films et Talk to Me Holdings, et est une présentation de Screen Australia en association avec South Australian Film Corporation, l'Adelaide Film Festival Investment Fund, Head Gear Films et Metrol Technology,, Les réalisateurs Danny et Michael Philippou ont travaillé en étroite collaboration avec la productrice Samantha Jennings, l'une des cofondatrices de la société de production Causeway Films, qui connaît bien Adélaïde. Ils la connaissaient pour avoir travaillé avec elle sur The Babadook (2014), une autre production de Causeway Films, et lui attribuent le mérite de les avoir aidés à garder les pieds sur terre et à façonner le film.

### Tournage
Le tournage a lieu, entre avril et mai 2021, à Adelaide, en Australie-Méridionale, pour les studios et le lycée de Para Hills High.

## Accueil

### Sortie
Le film s'est vendu à de nombreux distributeurs internationaux au festival de Cannes 2022. Le 30 octobre 2022, le film a fait ses débuts lors d'une avant-première au festival du film d'Adélaïde. Au festival du film Sundance 2023, le film a sa première mondiale dans sa programmation de minuit.
Le film a sa première européenne à la Berlinale et également projeté à South by Southwest (SXSW) en janvier 2023. Le 23 juillet 2023, il a également eu sa première canadienne au FanTasia. Le 27 juillet 2023, le film est sorti en salles en Australie, avant de sortir le lendemain en Amérique du Nord, au Royaume-Uni et à l'international. Début août 2023, il est interdit au Koweït pour avoir présenté un acteur transgenre, Zoe Terakes, malgré la projection de films dans d'autres parties de la région conservatrice du Golfe, inclus aux Émirats arabes unis et en Arabie saoudite.

### Critiques
Le film recueille 95 % de critiques positives, avec une note moyenne de 7.8⁄10 et sur la base de 247 critiques collectées, sur le site internet Rotten Tomatoes. Sur Metacritic, il obtient un score de 76⁄100 sur la base de 44 critiques collectées.

## Suite

### Préquel
En août 2023 au cours d’une interview pour la sortie de leur film, The Hollywood Reporter, les frères Philippou ont révélé qu'ils avaient déjà terminé le tournage principal d'un court métrage préquelle, avec l'histoire explorant la trame de fond de Duckett qui mène à l'introduction du personnage dans le film original. La production a été achevée consécutivement, du point de vue de la narration de la vie à l'écran via les téléphones portables et les réseaux sociaux. Sunny Johnson joue le rôle de Duckett. Les cinéastes ont déclaré qu'ils avaient l'intention de sortir ce projet à l'avenir. Plus tard dans le mois, les cinéastes ont révélé que des séquences du projet ont été publiées en les téléchargeant anonymement en ligne comme moyen de marketing pour La main. Ces séquences ont été supprimées d'Internet en raison de plaintes et d'inquiétudes concernant leur contenu. Les séquences seront officiellement publiées à une date ultérieure,.

### Suite
Lors d'une interview en août 2023, les Philippous ont confirmé leur intention de développer une suite, déclarant qu'ils avaient déjà écrit des séquences pour le projet, Plus tard dans le mois de septembre 2023, A24 a annoncé qu'une suite intitulée La main 2 est en développement ; le studio a publié le logo officiel de la suite au même moment. Danny et Michael Philippou reviendront en tant que co-réalisateurs, à partir d'un scénario écrit par les scénaristes de retour Danny et Bill Hinzman. La sortie est prévue en 2025.